# Anel de Nibelungo
O Anel de Nibelungo é, na mitologia nórdica, um anel mágico que daria ao seu portador um grande poder e, posteriormente, uma grande maldição.
Foi forjado por Alberich, senhor dos Nibelungos, o povo das neblinas, após roubar das náiades o ouro do Reno, o tesouro mais precioso do mundo, mergulhando no fundo do rio. Der Ring des Nibelungen (O Anel do Nibelungo) é também um ciclo de quatro óperas épicas do compositor alemão Richard Wagner.

## Influências modernas

### Audiovisual
A mitologia do Anel de Nibelungo é tema de um dos filmes do mestre do expressionismo alemão Fritz Lang. Em sua obra, Fritz Lang, como a mitologia, a divide em duas partes "Nibelungos I: A Morte de Siegfried" e "Nibelungos II: A vingança de Kriemhild".
O Anel é citado também na obra fictícia de Masami Kurumada, o anime Saint Seiya (Os Cavaleiros do Zodíaco), de 1986, sendo o fator gerador da Saga de Asgard. Na série, o anel é usado por Poseidon, deus dos mares, para controlar Hilda, representante de Odin, senhor de Asgard, na Terra. Deste modo, ela inicia uma rebelião contra Atena para dominar todo o mundo.
No episódio 6 da primeira temporada da séria animada italiana Winx Club, a protagonista Bloom lê um livro nos minutos iniciais onde passa por um capítulo que fala sobre o Anel de Nibelungo.
Há também o filme O Anel dos Nibelungos de 2004, com a participação de Robert Pattinson e dirigido por Uli Edel.

### Games
No Jogo Valkyrie Profile, a personagem principal do jogo, Lenneth Valkyrie, é a possuidora do Anel dos Nibelungos, que por sua vez tem grande participação no enredo do jogo, podendo modificá-lo completamente, caso o jogador o use em certas partes do jogo.
Há também uma citação do Anel dos Nibelungos no jogo Ragnarök Online, em uma habilidade de dueto que aumenta o poder das armas de nível 4 em quem estiver na área de efeito.

### Literatura
O autor argentino Jorge Luis Borges cita a mitologia dos Nibelungos em seu conto "O Zahir" integrante do livro O Aleph, ao mencionar um conto fantástico que o narrador houvera escrito.
Em 2007, foi publicado o livro A Ordem da Rosa Branca - O Enigma do Anel, do escritor potiguar Daniel Násser, que, como toda a trilogia da Rosa Branca, gira em torno do mítico anel.
Em 2018, a Editora Pipoca & Nanquim publicou a adaptação de P. Craig Russell do ciclo operático de Richard Wagner, O Anel do Nibelungo, originalmente lançada em 14 edições no ano 2000; em 2001, a série ganhou dois Prêmios Eisner: Melhor Mini Série, e Melhor Artista / Arte-finalista ou Equipe Artística. A série foi publicada como um livro de capa dura de volume único. Graig adaptou os contos de fadas de Oscar Wilde lançados originalmente para quadrinhos na NBM Publishing.